# Alessia Beatrice Ciucă
Alessia Beatrice Ciucă (* 12. September 2001 in Italien) ist eine rumänische Tennisspielerin.

## Karriere
Ciucă spielt bislang vorrangig auf der ITF Women’s World Tennis Tour, wo sie bislang einen Titel im Doppel gewinnen konnte.

## College Tennis
Ciucă tritt seit der Saison 2020 für das Damentennisteam der Rams der Virginia Commonwealth University an.

## Turniersiege

### Doppel
| Nr. | Datum             | Turnier | Kategorie | Belag | Partnerin             | Finalgegnerinnen             | Ergebnis |
| --- | ----------------- | ------- | --------- | ----- | --------------------- | ---------------------------- | -------- |
| 1.  | 30. November 2019 | Iraklio | ITF W15   | Sand  | Ilinca Dalina Amariei | Darja Astachowa Lina Glushko | 6:3, 6:3 |

## Privates
Alessia ist die Tochter von Robert und Mihaela und hat einen älteren Bruder Edoardo. Sie studiert an der VCU Politikwissenschaft und Internationale Beziehungen. Ihre Mutter war 16 Jahre lang eine professionelle rumänische Handballspielerin.